# Toyota HiAce
Toyota Hiace — мікроавтобуси, які компанія Toyota випускає з 1967 року.

## Toyota Hiace H10 (1967—1977)

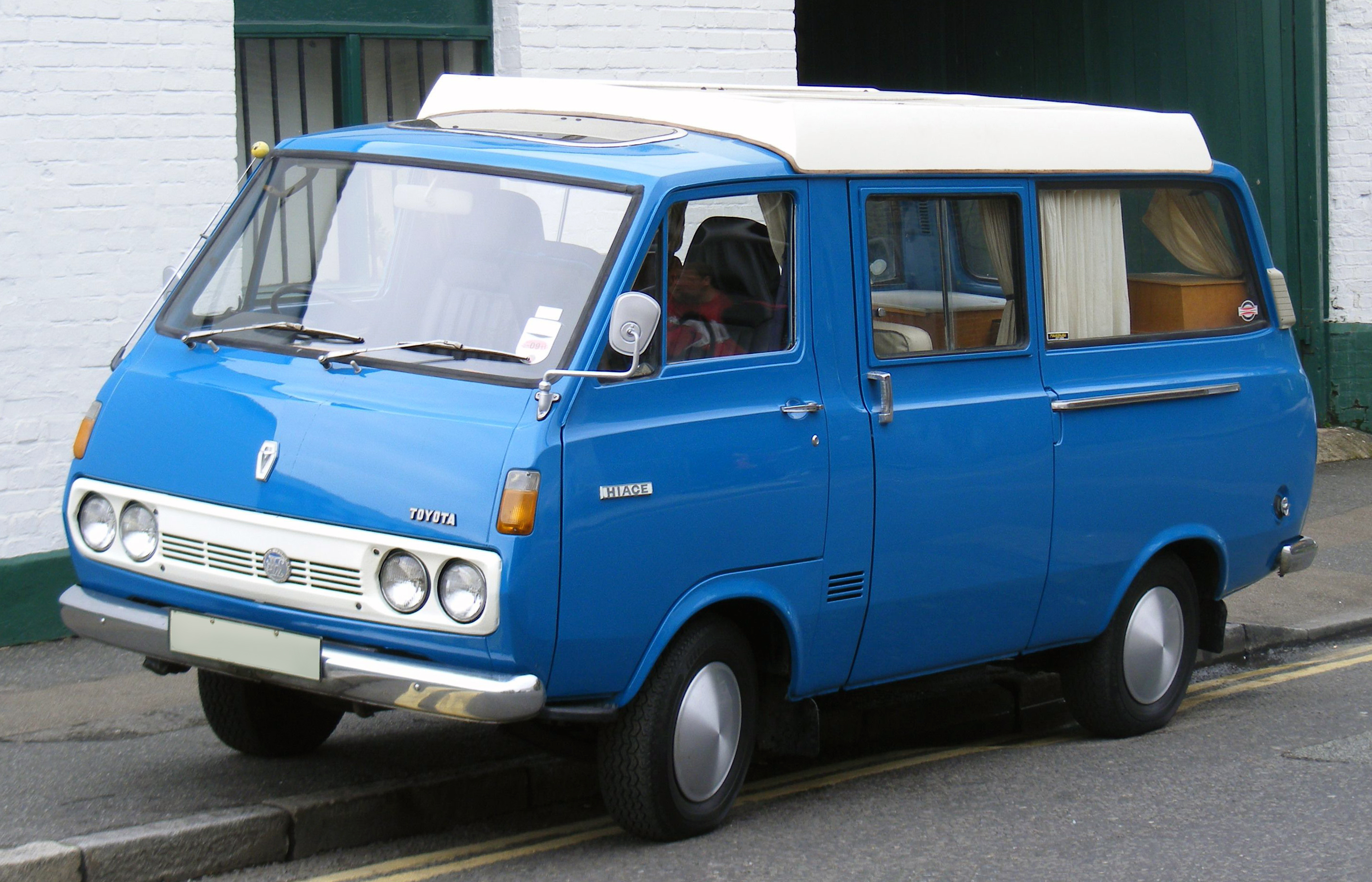
Toyota Hiace 1

Перше покоління Hiace заводський індекс H10 представлене в 1967 році. Hiace представлений в кузові пікап, фургон і пасажирський мікроавтобус.

## Toyota Hiace H20/H30/H40 (1977—1982)

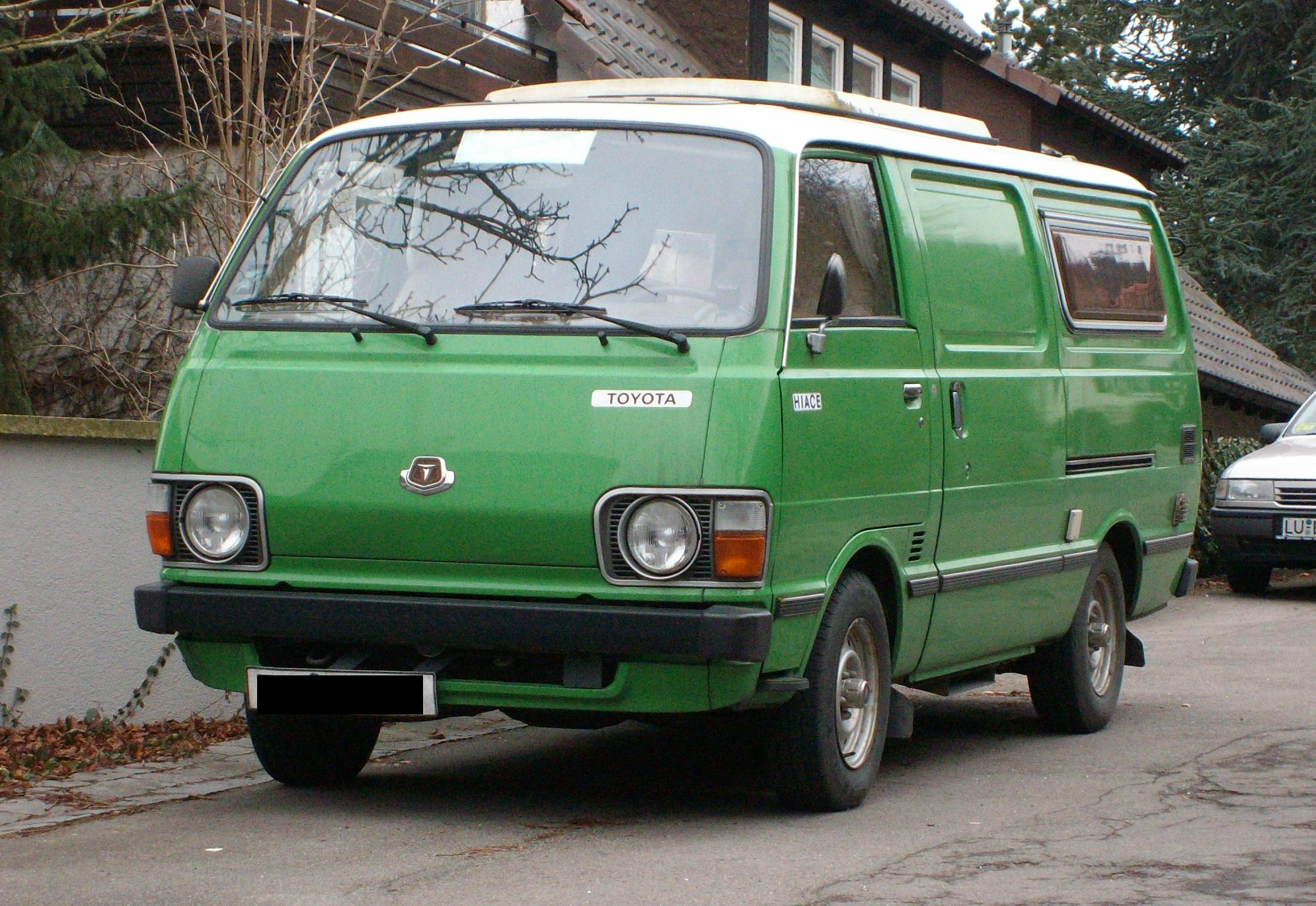
Toyota Hiace 2

Новий Hiace, який представлений в 1977 році, отримав простішу кабіну з одинарними фарами. На додаток до бензинового двигуна, на деяких ринках був доступний 2,2-літровий дизель. Новий Hiace «20-40 серії» крім вже відомих варіантів був доступний в кузові пікап з подвійною кабіною, фургон з довгою колісною базою, і мікроавтобус з високим дахом.
Після дебюту третього покоління в 1982 році, деякі варіанти другого покоління ще продовжували виготовлятись протягом декількох років.

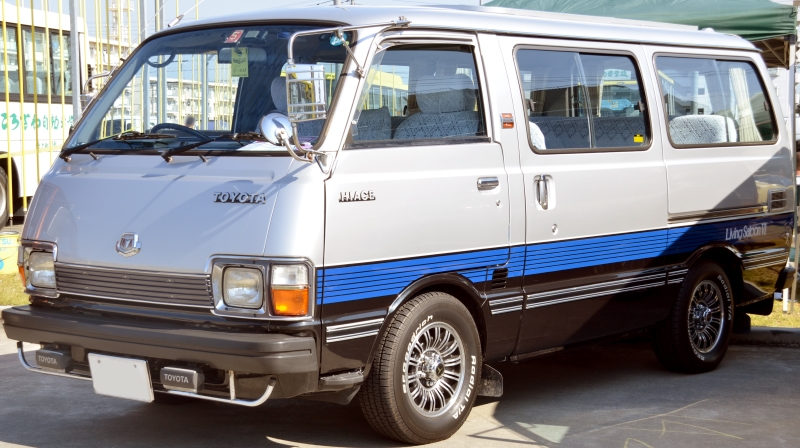
Toyota Hiace 2 мікроавтобус
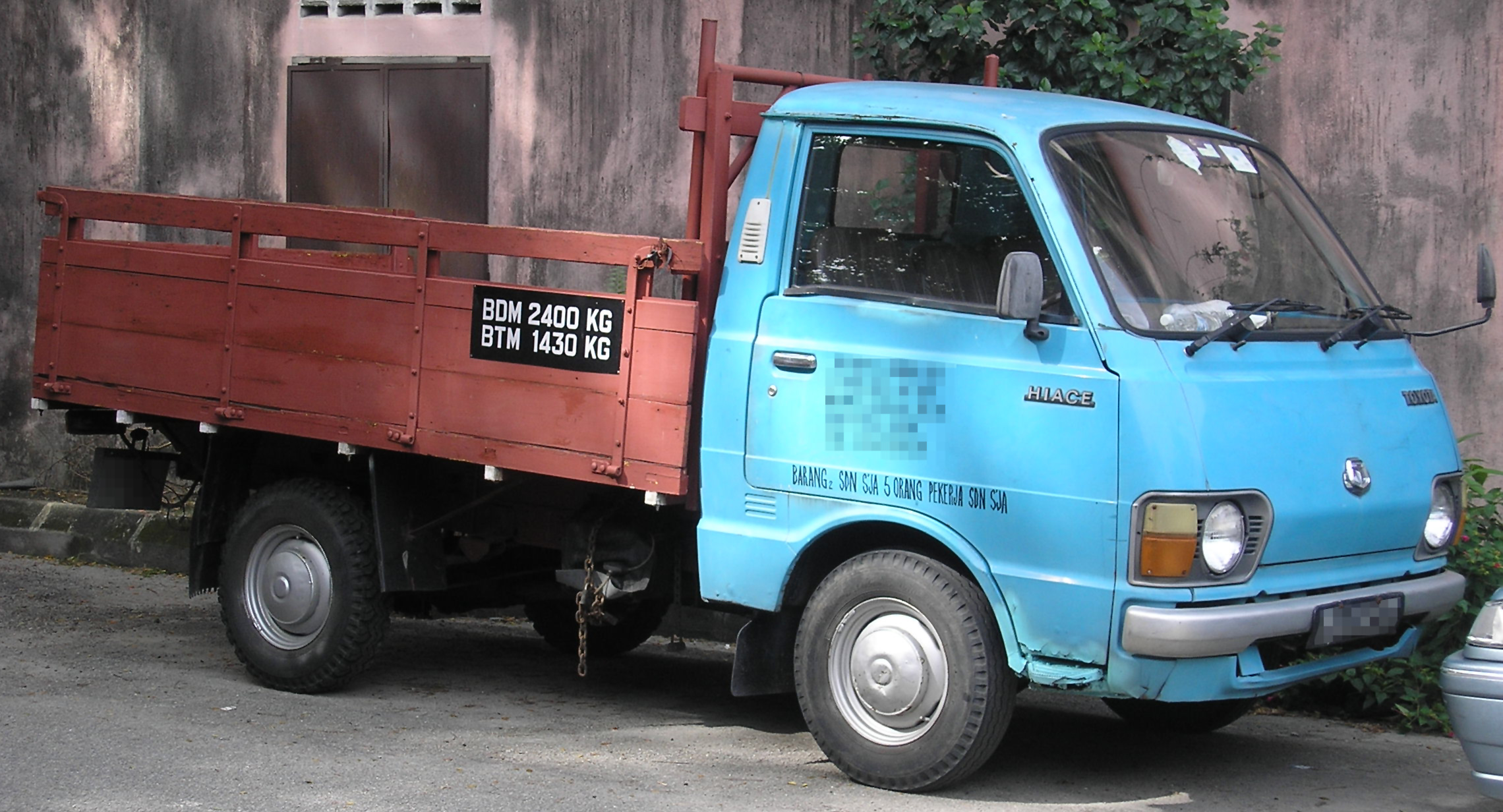
Toyota Hiace 2 пікап

## Toyota Hiace H50/H60/H70/H80/H90 (1982—1989)

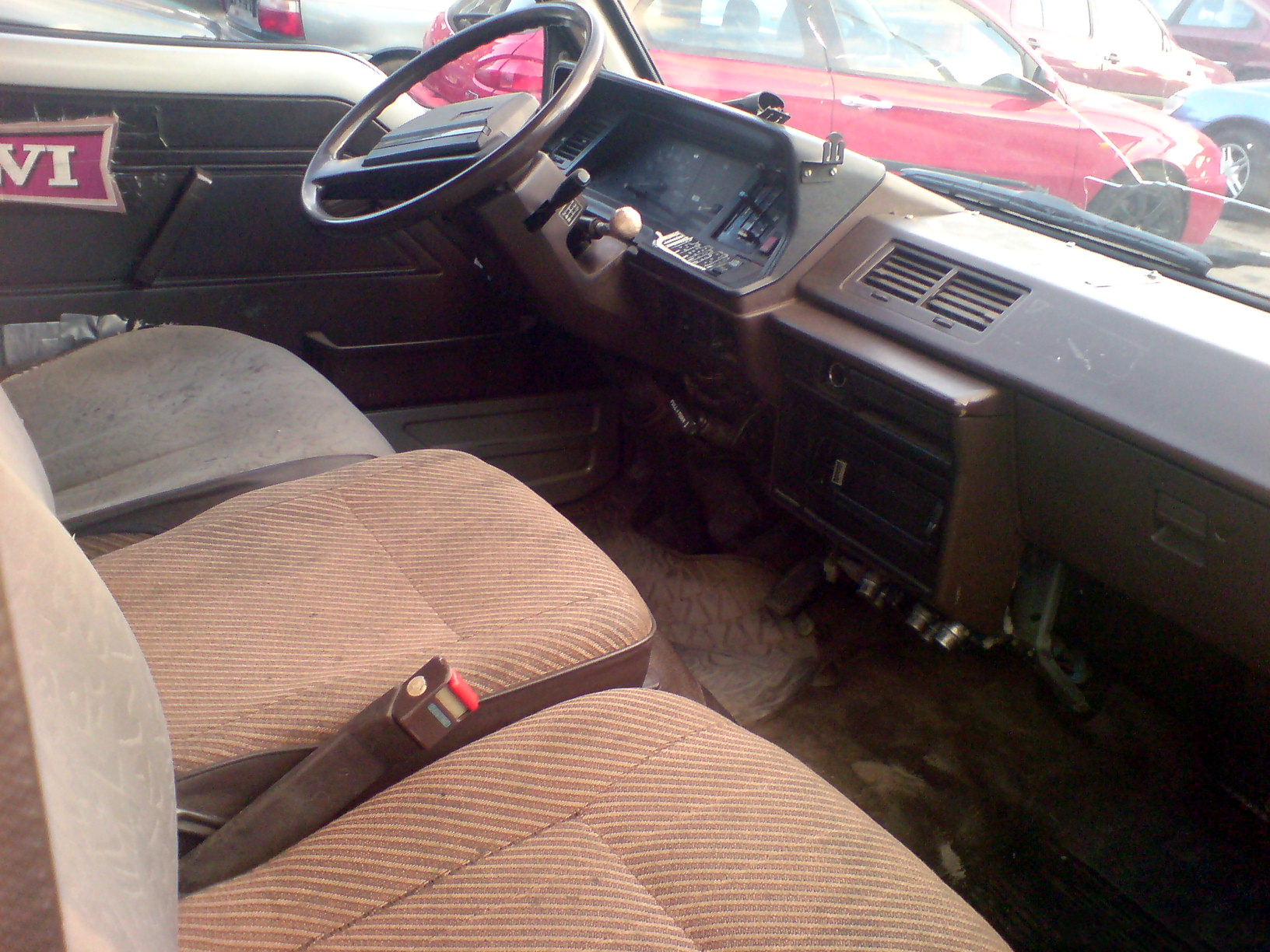

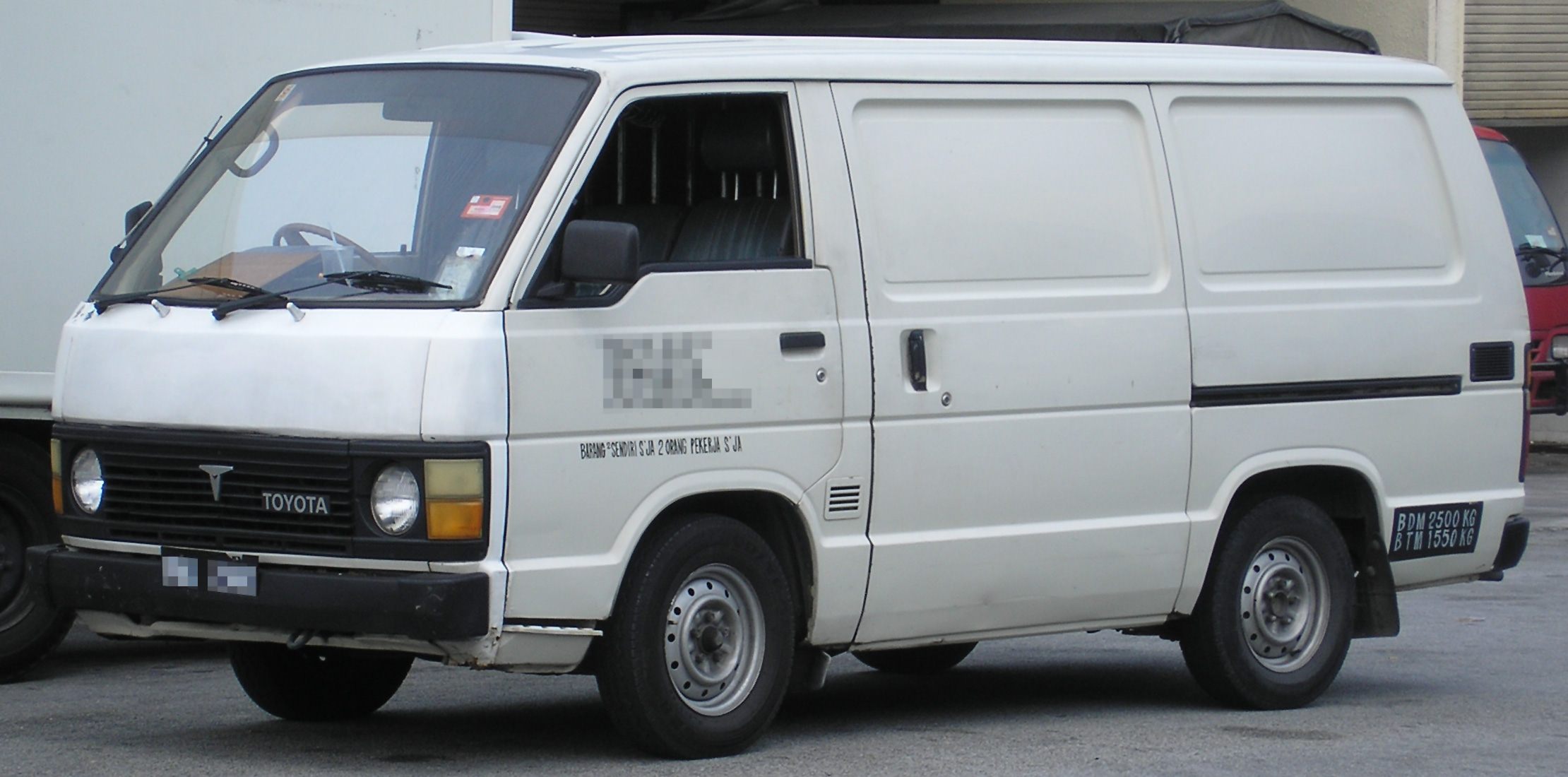
Toyota Hiace H50 фургон

Новий Hiace був запущений в 1982 році, пікап з'явився дещо пізніше. Дизайн кабіни був спільним з більшою вантажівкою Toyoace, хоча вони мали певні відмінності.
Код моделі залежить від розміру колісної бази: мікроавтобуси 50 серії мають коротку колісну базу, 60 серії — довгу, 70 серії мають дуже довгу. Пікапи — 80 і 90 серії. Модель Toyota Mobile Lounge, показана в 1987 році на Tokyo Motor Show, розроблений на базі мікроавтобусів Hiace з високим дахом. Виробництво фургонів і мікроавтобусів припинили в 1989 році, виробництво пікапів тривало до середини 1990-х років. Це був останній пікап Hiace.

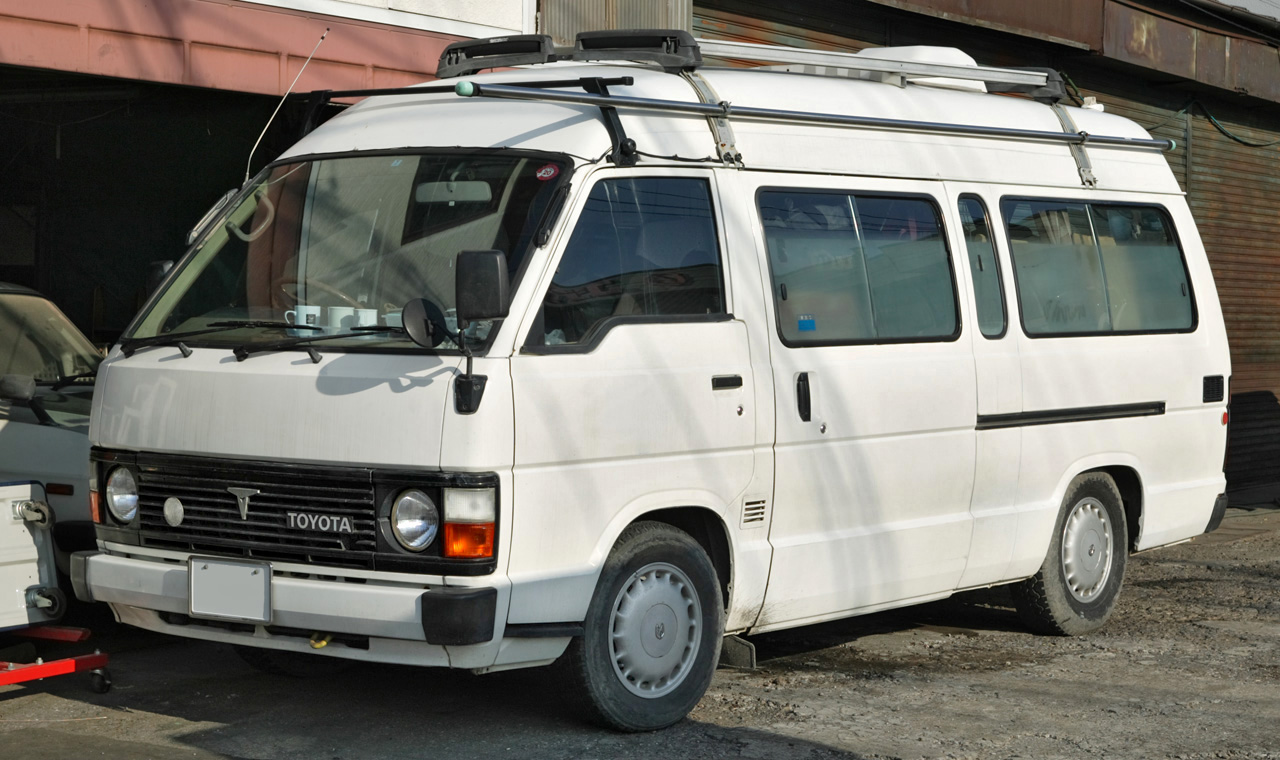
Toyota Hiace H70 мікроавтобус
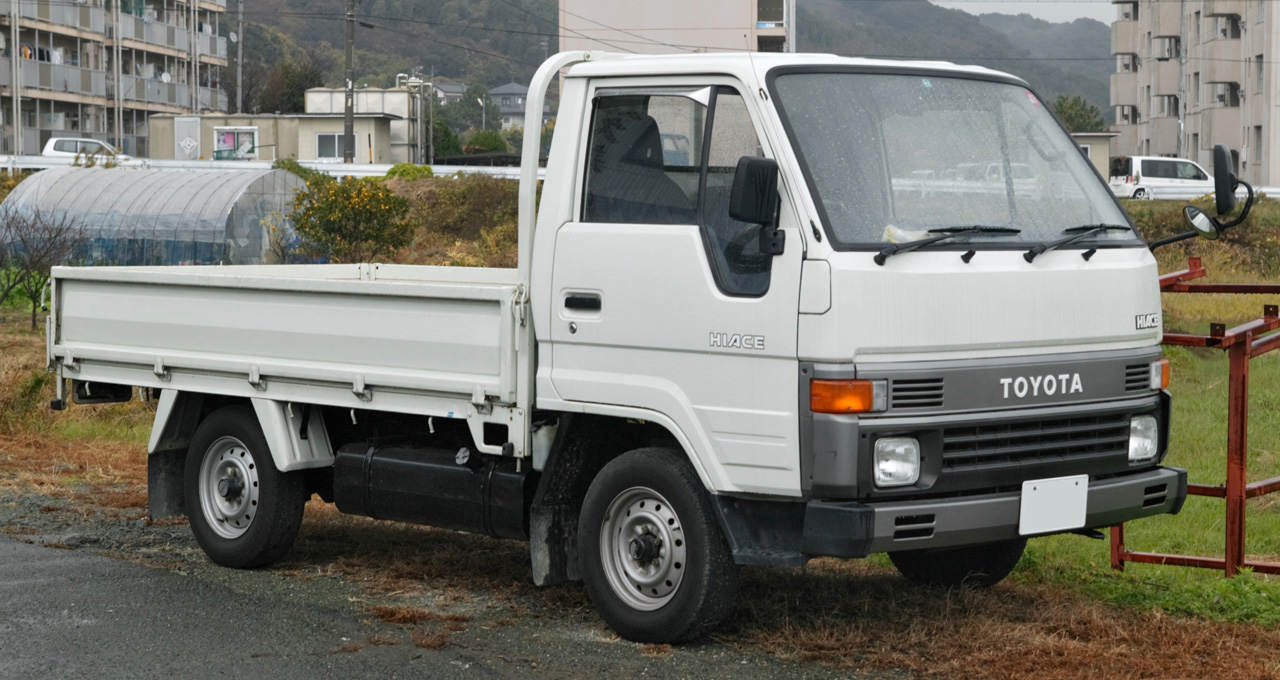
Toyota Hiace H80 пікап

## Toyota Hiace H100 (1989—2004)

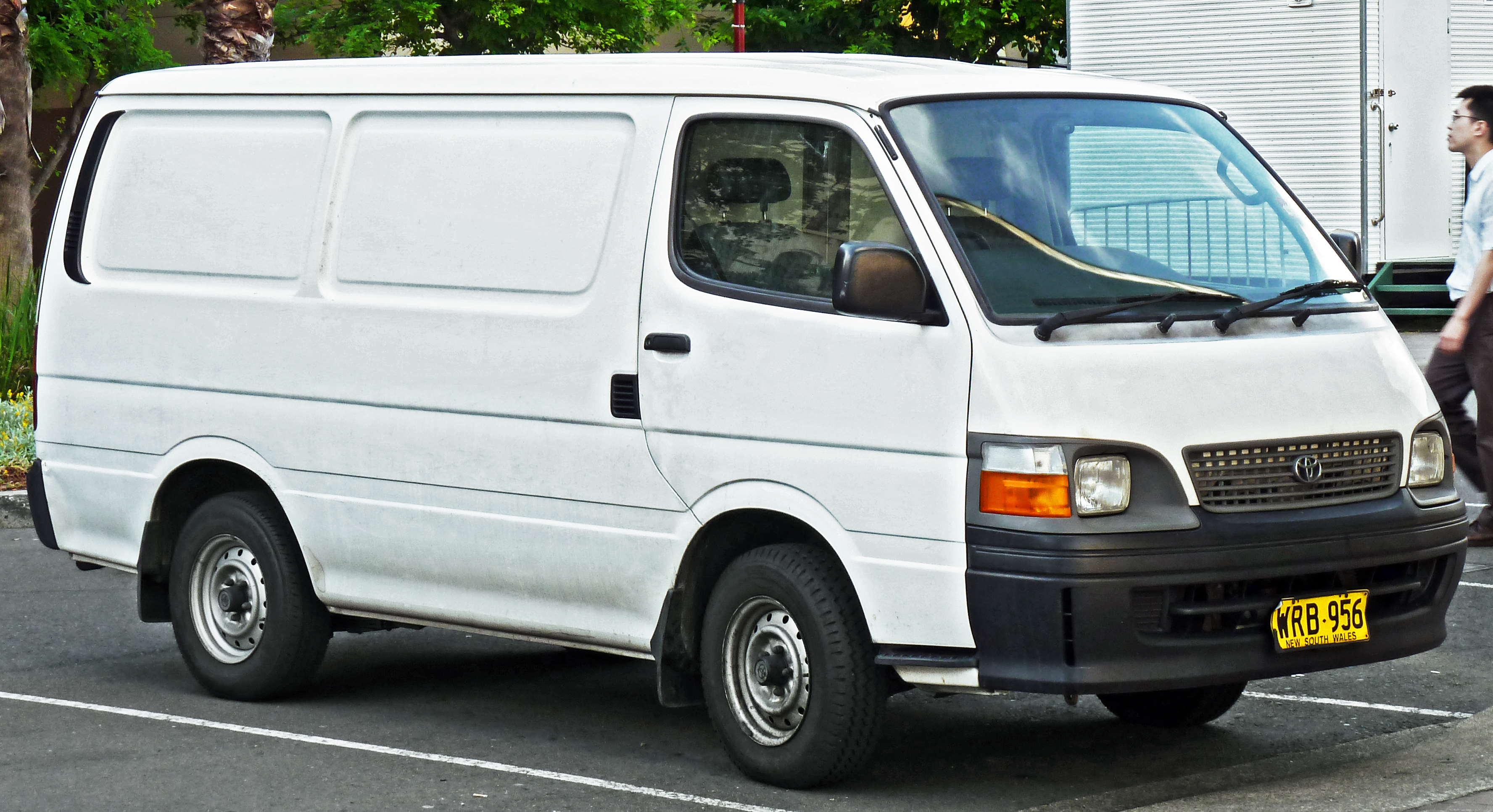
Toyota Hiace 4 (1998—2004)

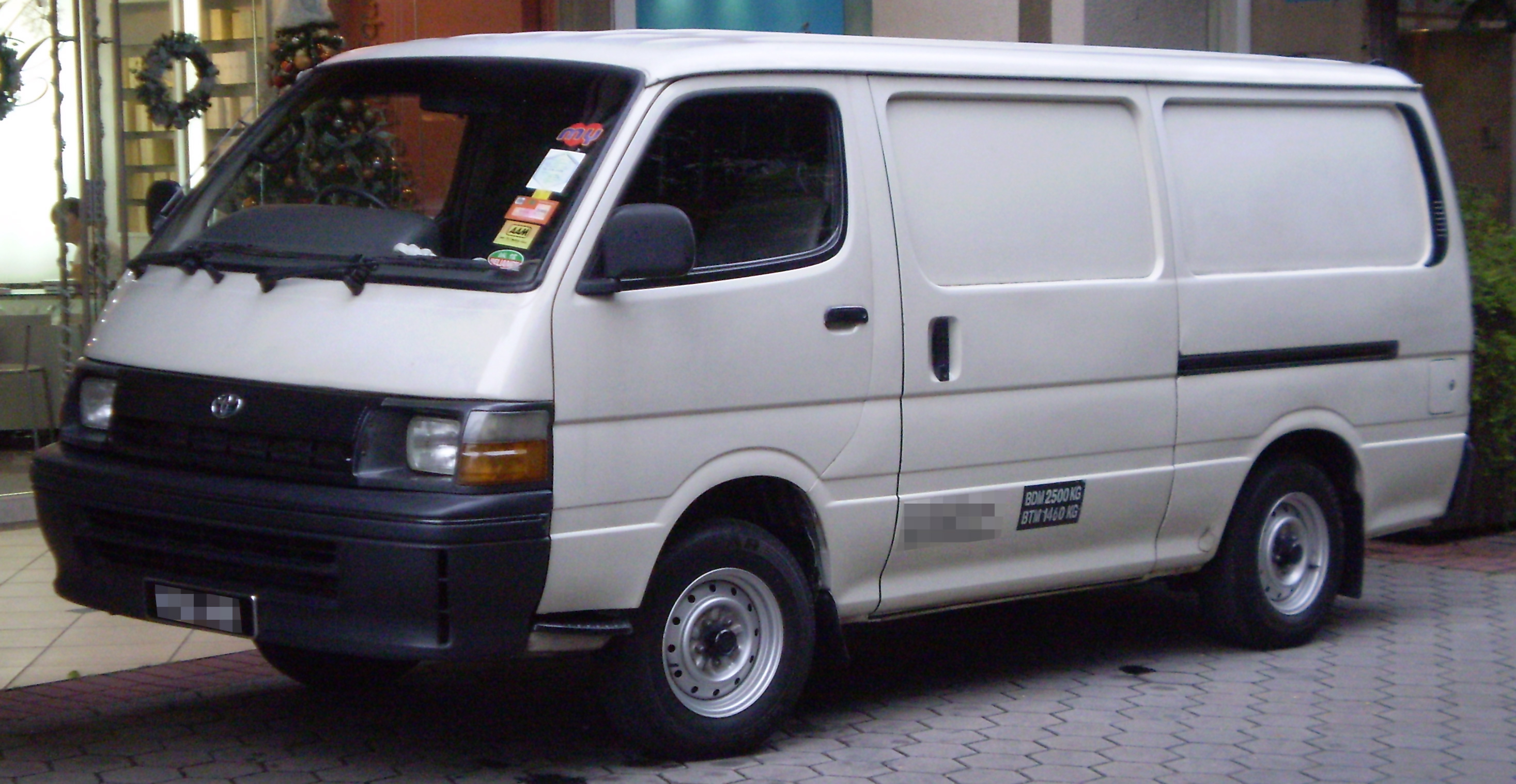
Toyota Hiace 4 (1989—1998)

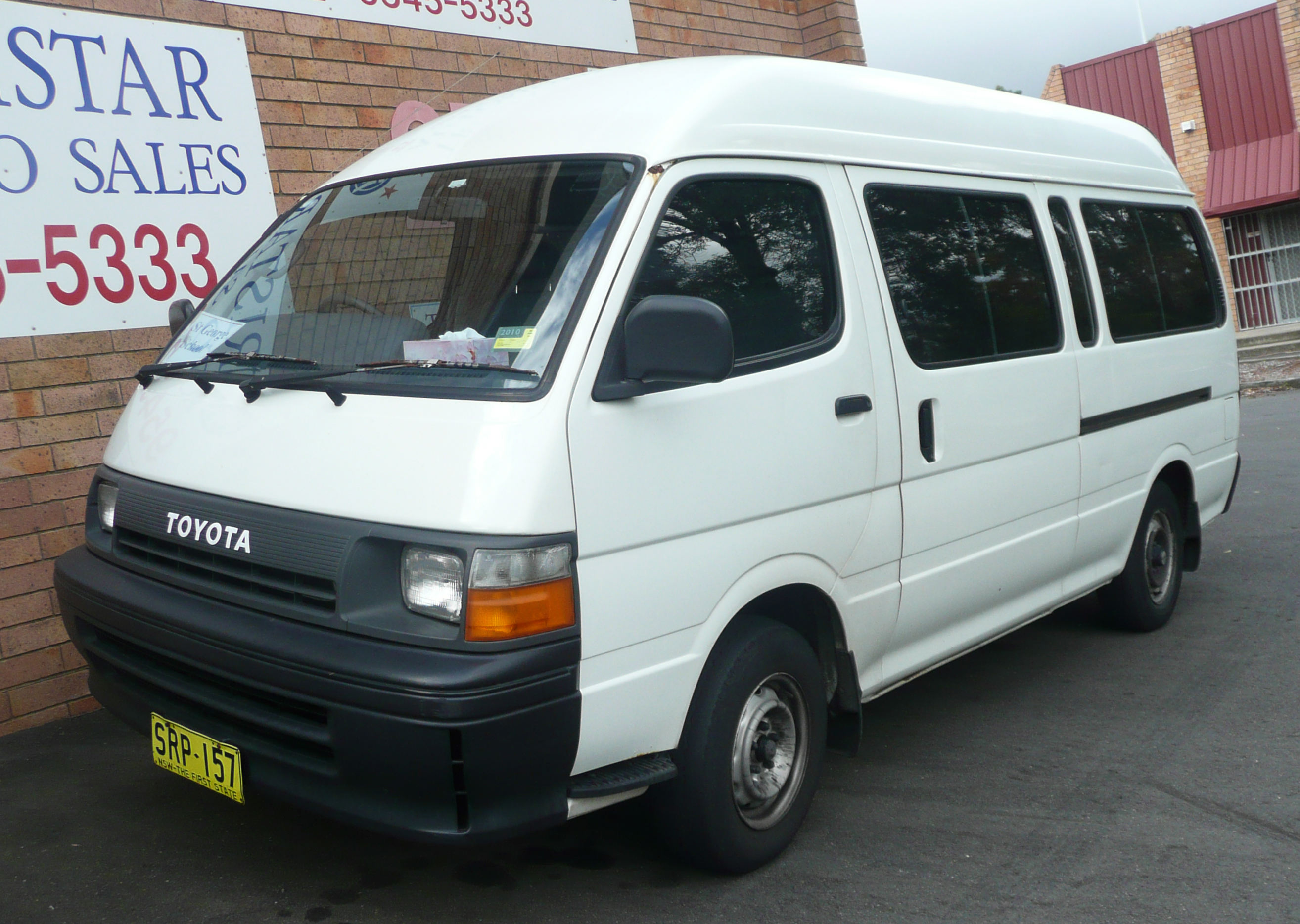
Toyota Hiace 4 (1989—1998)

Четверте покоління моделі з'явилося в 1989 році і була доступна зі стандартним і довгим варіантами колісної бази; в кузовах фургон та мікроавтобус.
Діапазон двигунів починався з 2,0-літрового бензинового двигуна і 3,0-літрового турбодизеля. Більшість версій мали задній привід, але на певних ринках пропонувалися і повнопривідні версії.
Пізніше діапазон двигунів значно розширився.

### Двигуни
- 2.0 L (1RZ-E) I4
- 2.0 L (4G20C/D4C) I4 (Jinbei — Китай)
- 2.0 L (V19) I4 (Jiangnan — Китай)
- 2.2 L (491Q-ME) I4 (BAW, Jiangnan Auto, Jincheng, King Long, Kingstar — Китай)
- 2.2 L (4G22C) I4 (BAW — Китай)
- 2.2 L (4Y) I4
- 2.2 L (BJ491EQ1/EQ3/EQ4) I4 (Foton — Китай)
- 2.2 L (GW491QE) I4 (Great Wall, Tianqi — Китай)
- 2.4 L (2RZ-E) I4
- 2.4 L (2L-TE) I4
- 2.4 L (4RB2) I4 (Jinbei — Китай)
- 2.7 L (3RZ-E) I4
- 3.4 L (5VZ-FE) V6
- 4.0 L (1UZ-FE) V8 (швидка допомога)
- 2.0 L (D20A) I4 (diesel) (Jiangnan Auto — Китай)
- 2.5 L (YC4F90-23) I4 (diesel) (BAW, King Long — Китай)
- 2.8 L (3L) I4 (diesel)
- 2.8 L (4JB1) I4 (diesel) (BAW, Kingstar — Китай)
- 2.8 L (BJ493ZQ/ZQ3) I4 (diesel) (Foton — Китай)
- 3.0 L (1KZ-TE) I4 (turbo diesel)

### Toyota Hiace XH10/XH20 (1995—2012)

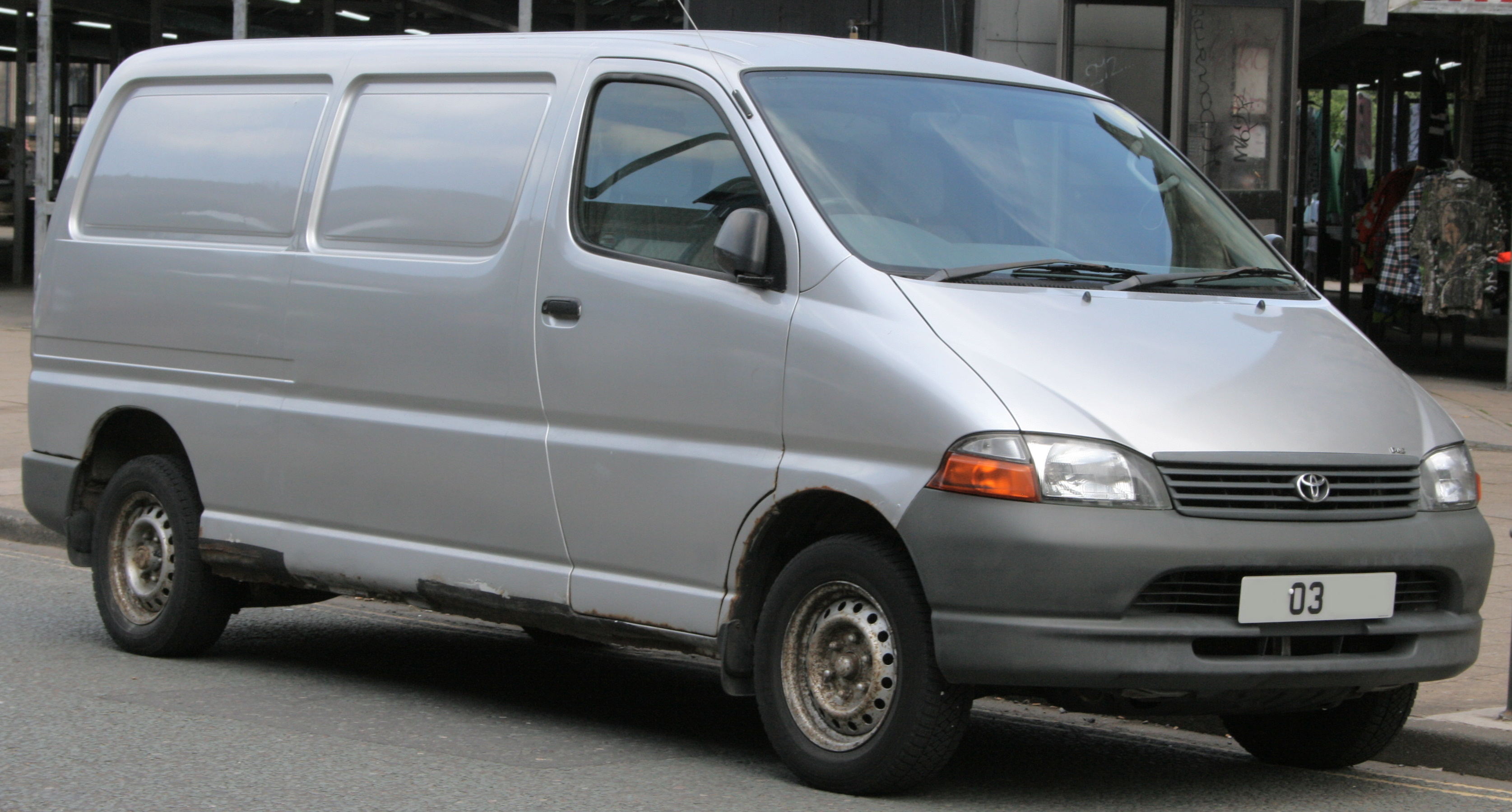
Toyota Hiace (XH10) (1995—2006)

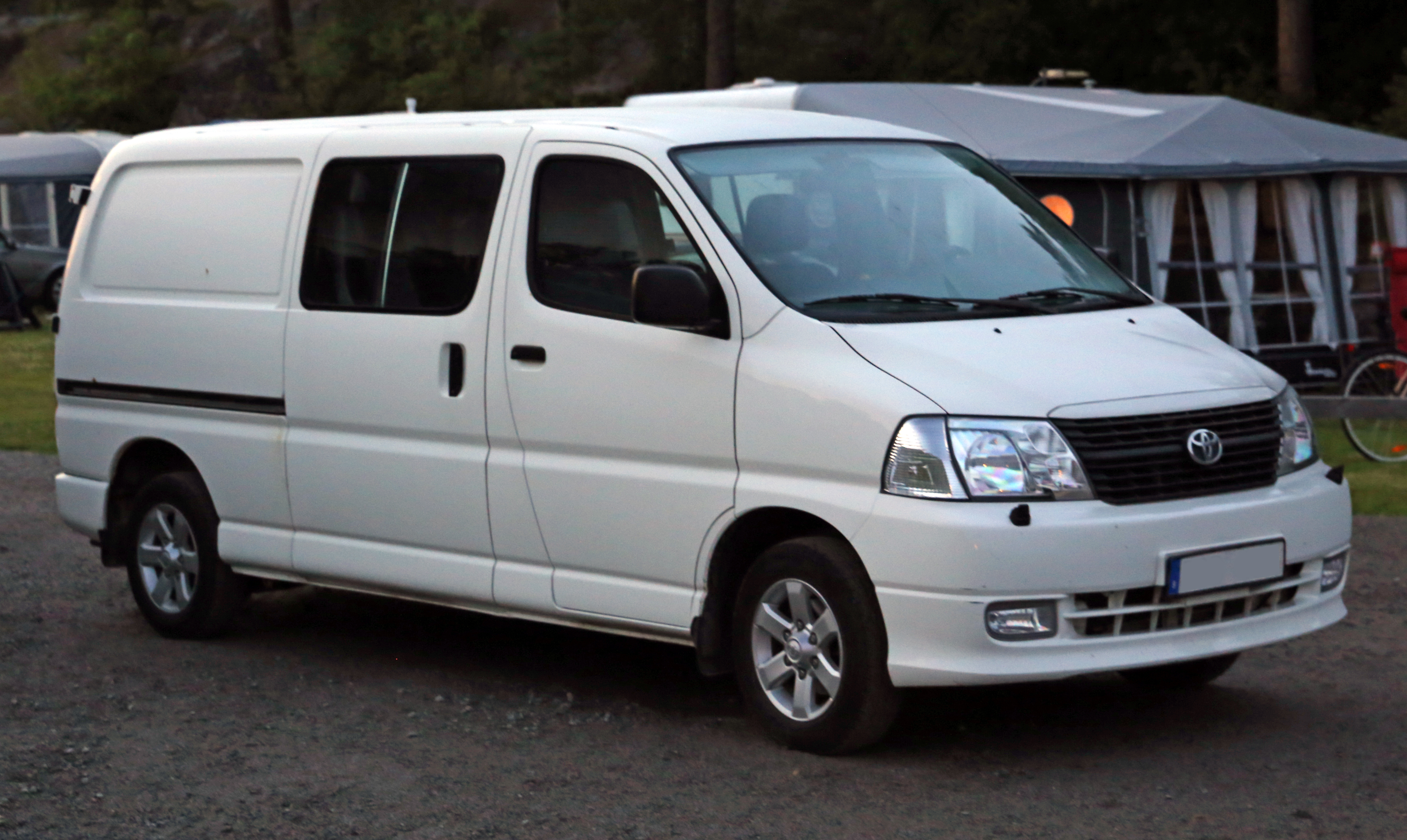
Toyota Hiace (XH10) (2006—2012)

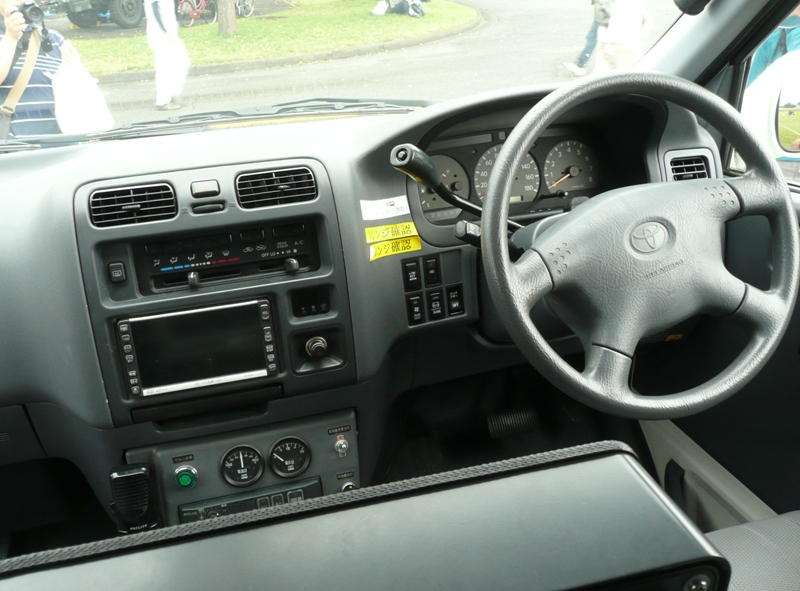

В 1995 році для європейського і японського ринку запущений в виробництво Toyota Hiace (заводський індекс XH10) разом з подібним мінівеном Toyota Granvia. На основі Granvia було розроблено ряд комфортабельних мінівенів, таких як Hiace Regius та Touring Hiace.
На відміну від своїх попередників автомобіль незалежну підвіску позаду, виготовлялись версії із заднім, та постійним повним (full time 4WD) приводом. Комплектувалися механічною 5 швидкісною або 4 швидкісною автоматичною коробкою передач.
Машини до 2001 року, для європейського ринку мали дизельний, 2,4 літровий двигун марки 2L, або 2L-T із турбонаддувом, а також бензинові — 2,4 літровий 2RZ-E та 2,7 літровий 3RZ-FE.
З 2001 року дизельні двигуни серії 2L було замінено на нові, більш сучасні 2,5 літрові двигуни серії 2KD-FTV, з 16 клапанними головками блоку, турбонаддувом, та системою вприску D4 Common Rail, в двох варіантах потужності. з цими двигунами модель випускалася до 2012 року.
Японські варіанти мали інші двигуни, а саме дизельний, 3,0 літровий 1KZ-TE з турбонаддувом, а також бензинові — 2,7 літровий 3RZ-FE та 3,4 літровий V6 5VZ-FE, які оснащувалися лише автоматичними коробками передач.
З 1999 року для ринків Азії почали виробництво Toyota Grand Hiace, та модернізували Toyota Granvia.
У 2001 році Toyota Hiace для європейського модернізували, автомобіль отримав новий дизельний двигун об'ємом 2494 см3 потужністю 88 або 102 к.с.
У 2002 році Toyota Granvia зняли з виробнивтва, замінивши її новою Toyota Alphard, а Toyota Grand Hiace модернізували.
У 2005 році Toyota Grand Hiace зняли з виробництва.
У 2006 році Toyota Hiace для європейського модернізували вдруге, автомобіль отримав зовнішній вигляд подібний до Toyota Grand Hiace.
На початку 2012 року, європейську модель зняли з виробництва. На європейському ринку Hiace замінили на нову модель Toyota ProAce, яка виготовляється на заводі Sevel (PSA, Fiat) і є аналогічна моделям Citroën Jumpy, Peugeot Expert та Fiat Scudo.

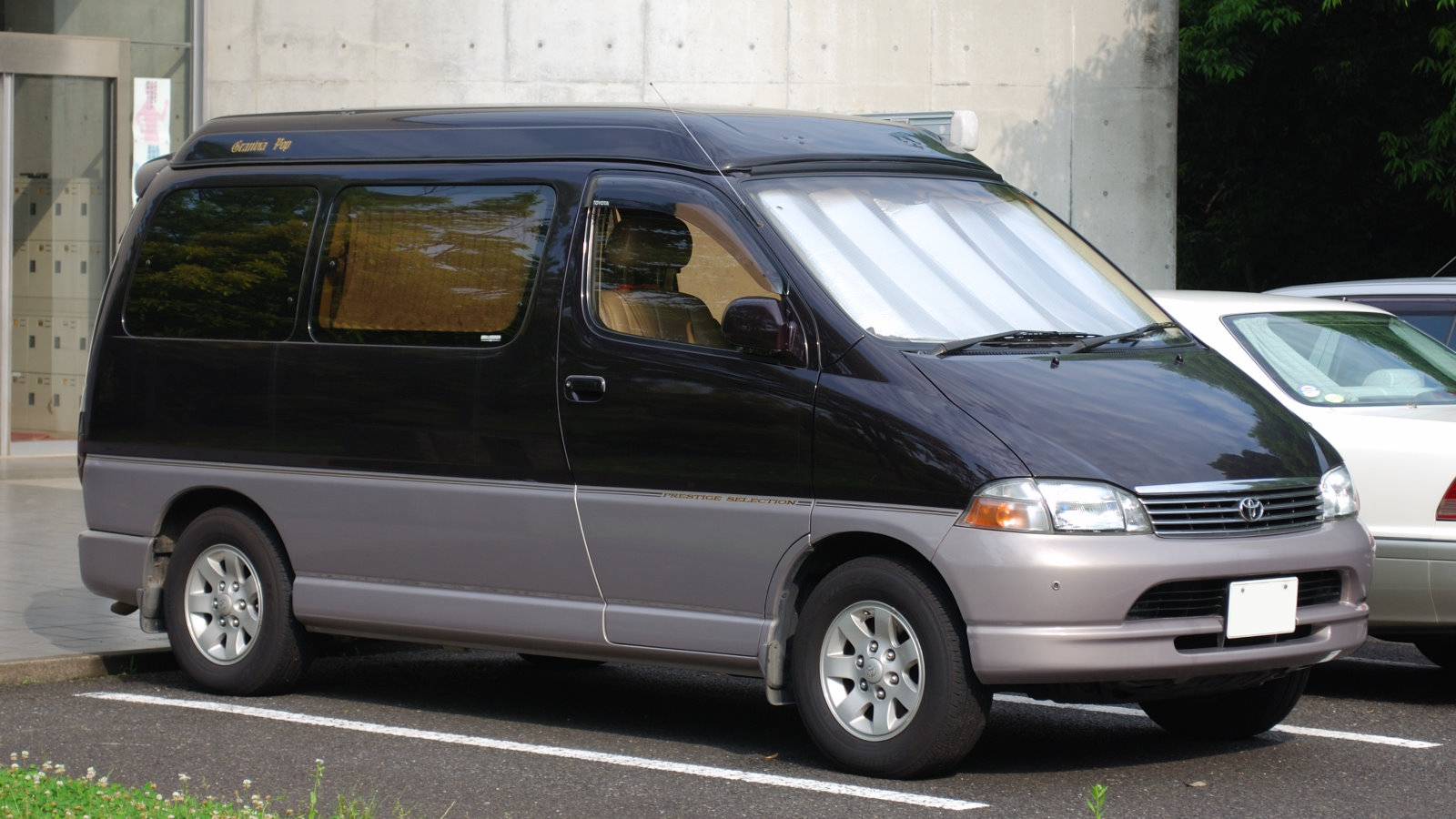
Toyota Granvia (1995-1999)
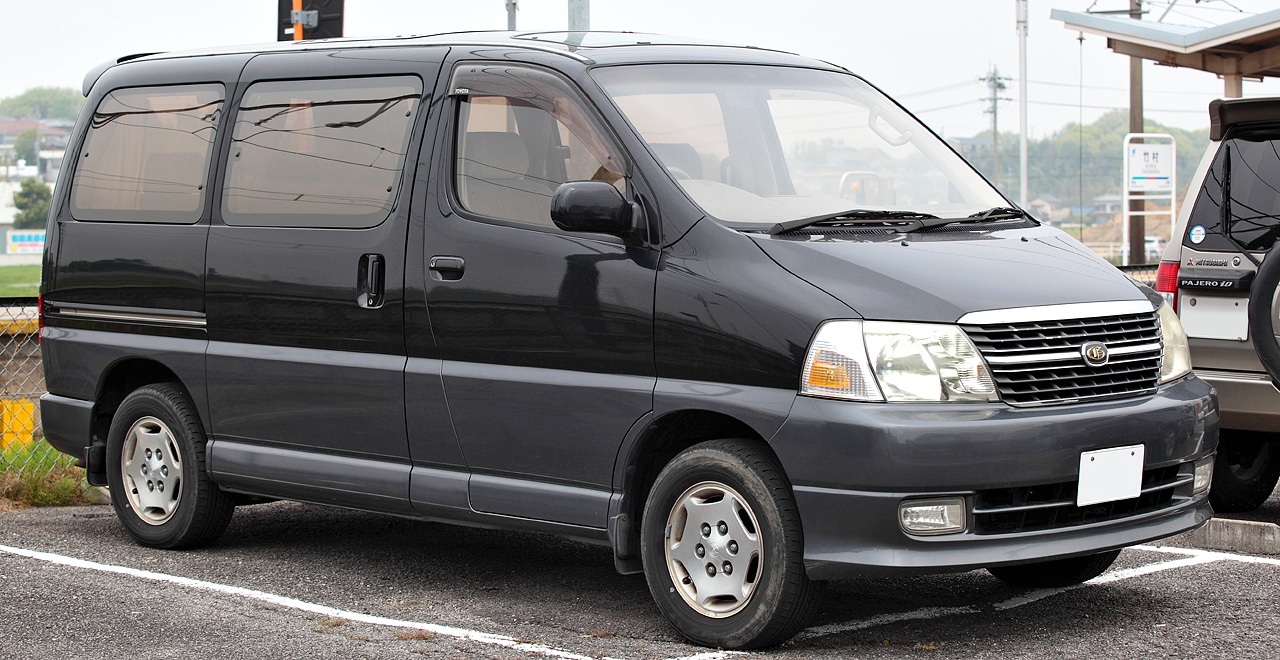
Toyota Granvia (1999-2002)
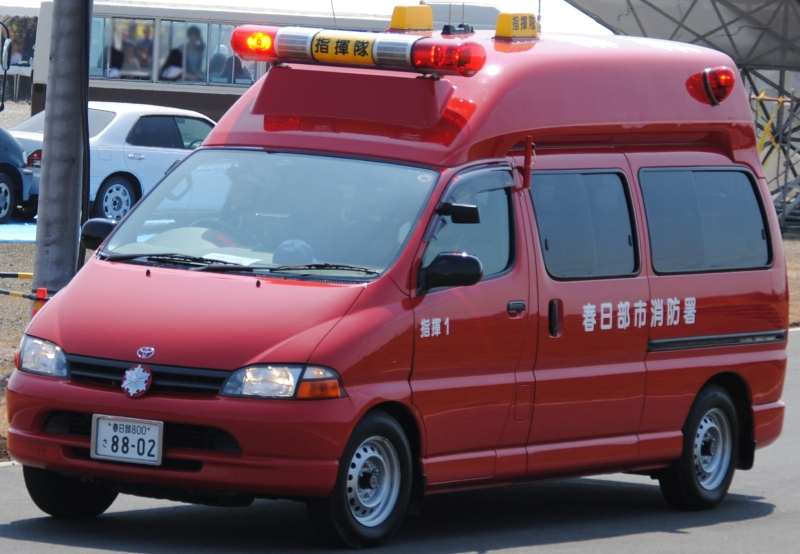
Toyota Grand Hiace (1999-2002)
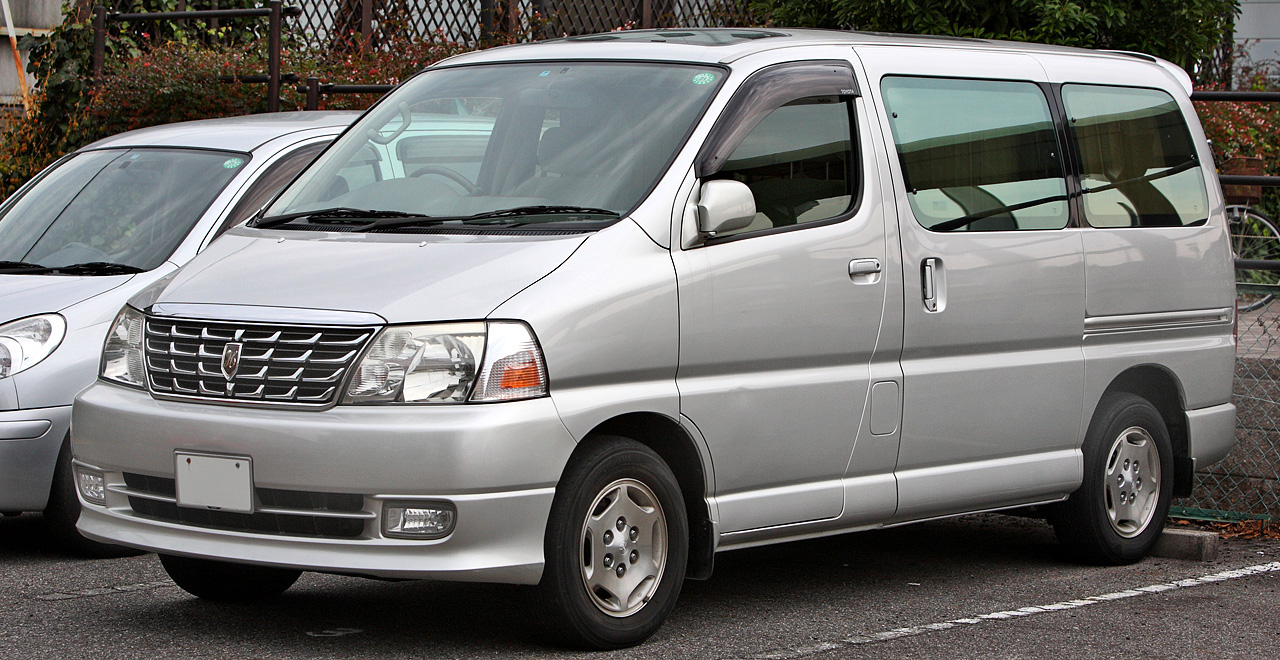
Toyota Grand Hiace (2002-2005)

## Toyota Hiace H200 (2004-наш час)

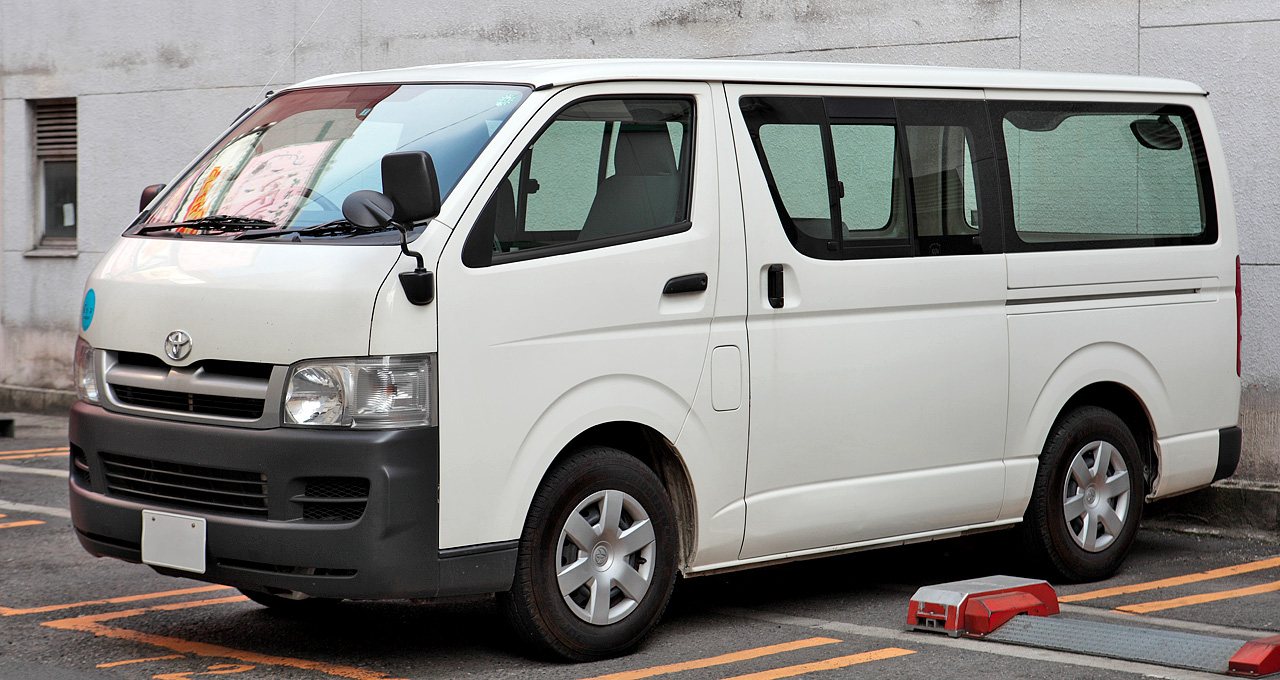
Toyota Hiace H200 (2004—2011)

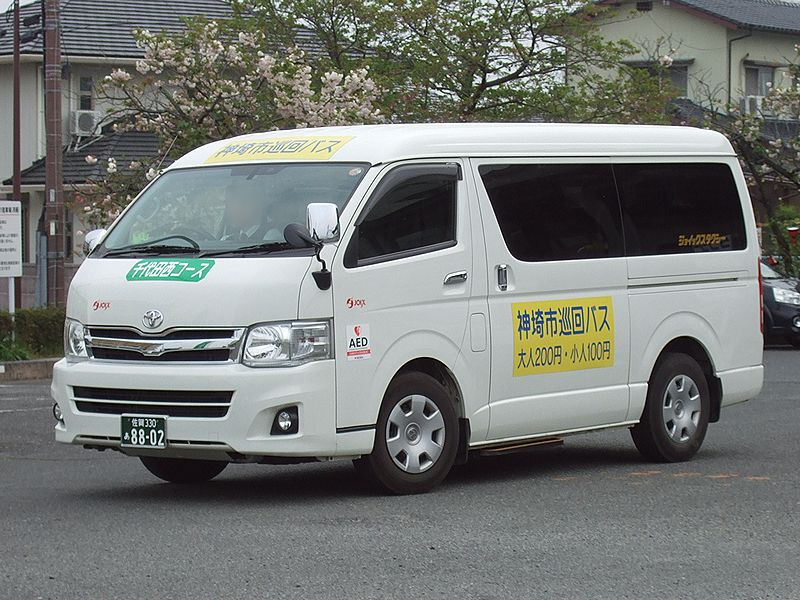
Toyota Hiace H200 (з 2011)

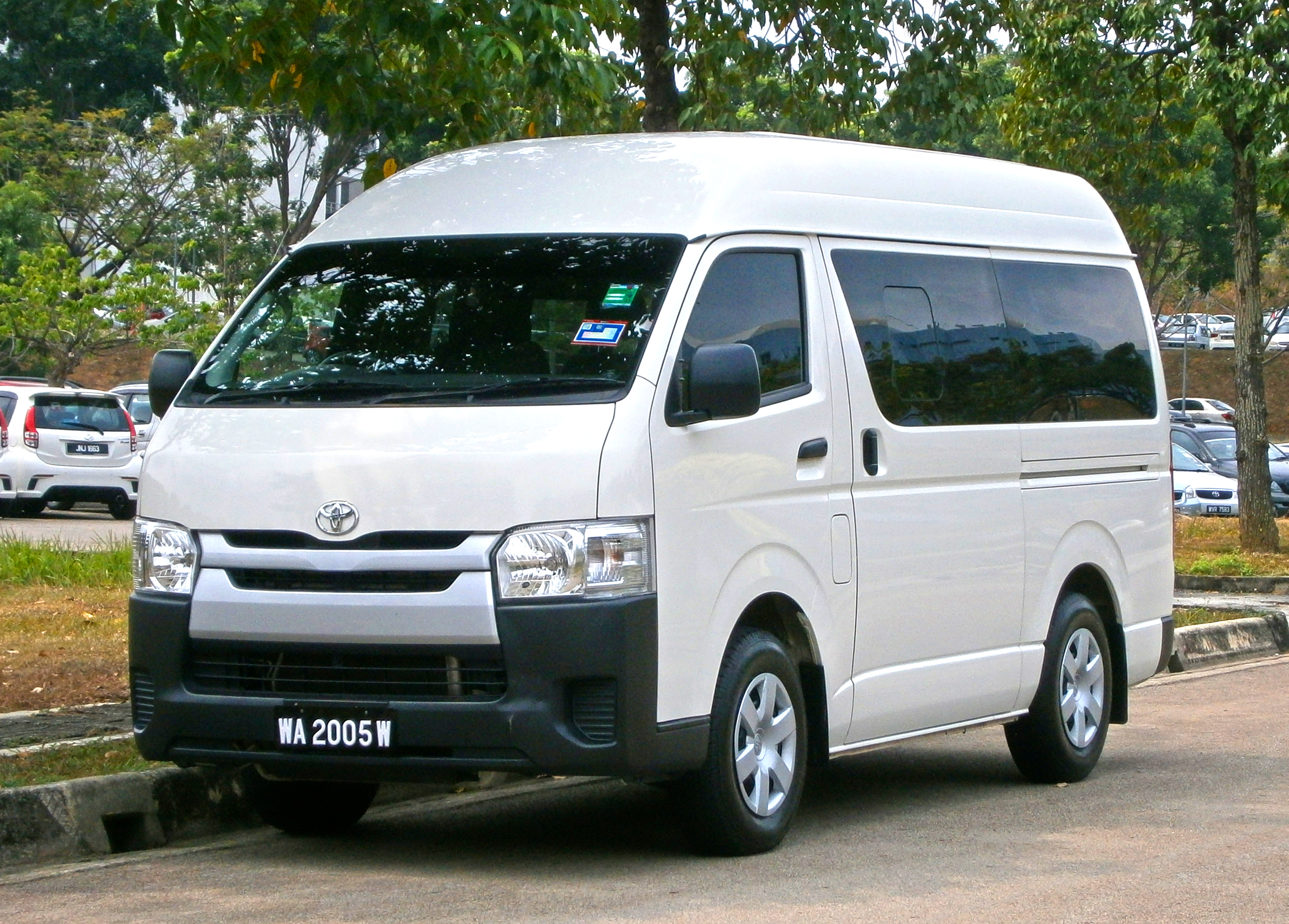
Toyota Hiace H200 (з 2011)

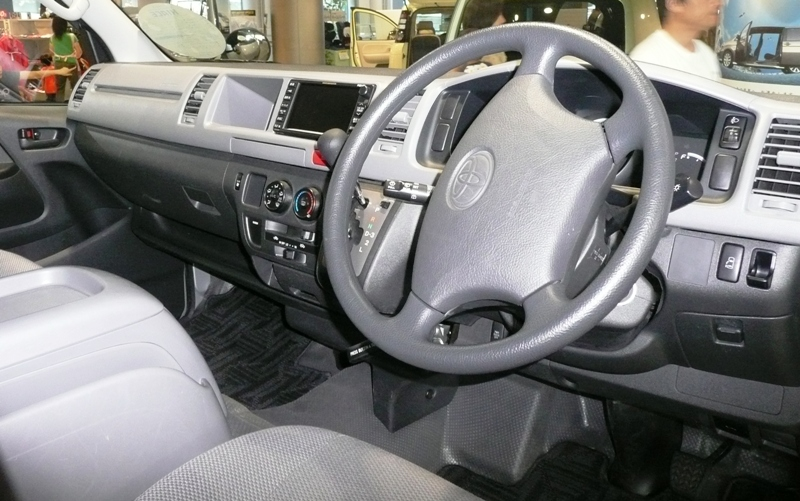

Вперше за останні 15 років компанія Toyota провела повне оновлення фургонів серії Hiace, в Японії — RegiusAce. Ці задньо-або повнопривідні автомобілі випускаються зараз лише в безкапотному виконанні з великим кутом нахилу вітрового скла. Вони мають два варіанти по колісній базі (2570 і 3110 мм) Та відповідно габаритної довжині (4,7 і 5,4 м) і довжині вантажного відсіку (3,0 і 3,5 м), два варіанти по габаритній ширині (1,7 і 1,9 м), а також виконання з звичайним і високим дахом. Всі фургони можуть обладнуватися другим складним сидінням на трьох людей. Повна маса автомобілів становить 2,87-3,2 т, вантажопідйомність — 850—1250 кг. (Для повнопривідних версій — 1,0 т). Автомобілі комплектують рядними 4-циліндровими двигунами: бензиновими (2,0 л, 133 к.с. і 2,7 л, 151 к.с.) або дизелем з турбонадувом і проміжним охолодженням (2,5 л, 109 к.с.). Коробка передач механічна 5-ступінчаста або автоматична 4-ступінчаста. Передня підвіска — незалежна торсіонна, задня — залежна ресорна.
В 2011 році модель модернізували, змінивши зовнішній вигляд і оснащення.
Мікроавтобус четвертого покоління зображений у фільмі (драма) про геноцид у Руанді — «Готель Руанда», власник якого врятував життя багатьох людей.
Моделі Toyota Hiace 2016 модельного року оснащені 15-дюймовими сталевими дисками коліс, повнорозмірним запасним колесом, гідропідсилювачем керма, системою кондиціонування повітря для передньої частини кузова, мультиінформаційним дисплеєм, CD-програвачем з AM/FM радіо, USB-входом для iPod, Bluetooth та розеткою. Передні вікна мають електропривод. Автомобіль можна зачиняти дистанційно. До переліку елементів безпеки включено: контроль стабільності, камеру заднього виду, аварійний стоп сигнал, антиблокувальну гальмівну систему, круїз-контроль, систему допомоги при гальмуванні, триточкові ремені безпеки та подвійні подушки безпеки.

### Двигуни
Бензинові
- 2.0 л 1TR-FE Р4
- 2.7 л 2TR-FE Р4 149 к.с.
- 2.2 л 4Y-E Р4 94 к.с.

Дизельні
- 3.0 л 5L-E Р4 91 к.с.
- 2.5 л 2KD-FTV Р4 101 к.с.
- 2.8 л 1GD-FTV Р4 150 к.с.
- 3.0 л 1KD-FTV Р4 170 к.с.
- 3.0 л 5L-E Р4

## Toyota Hiace H300 (2019-наш час)

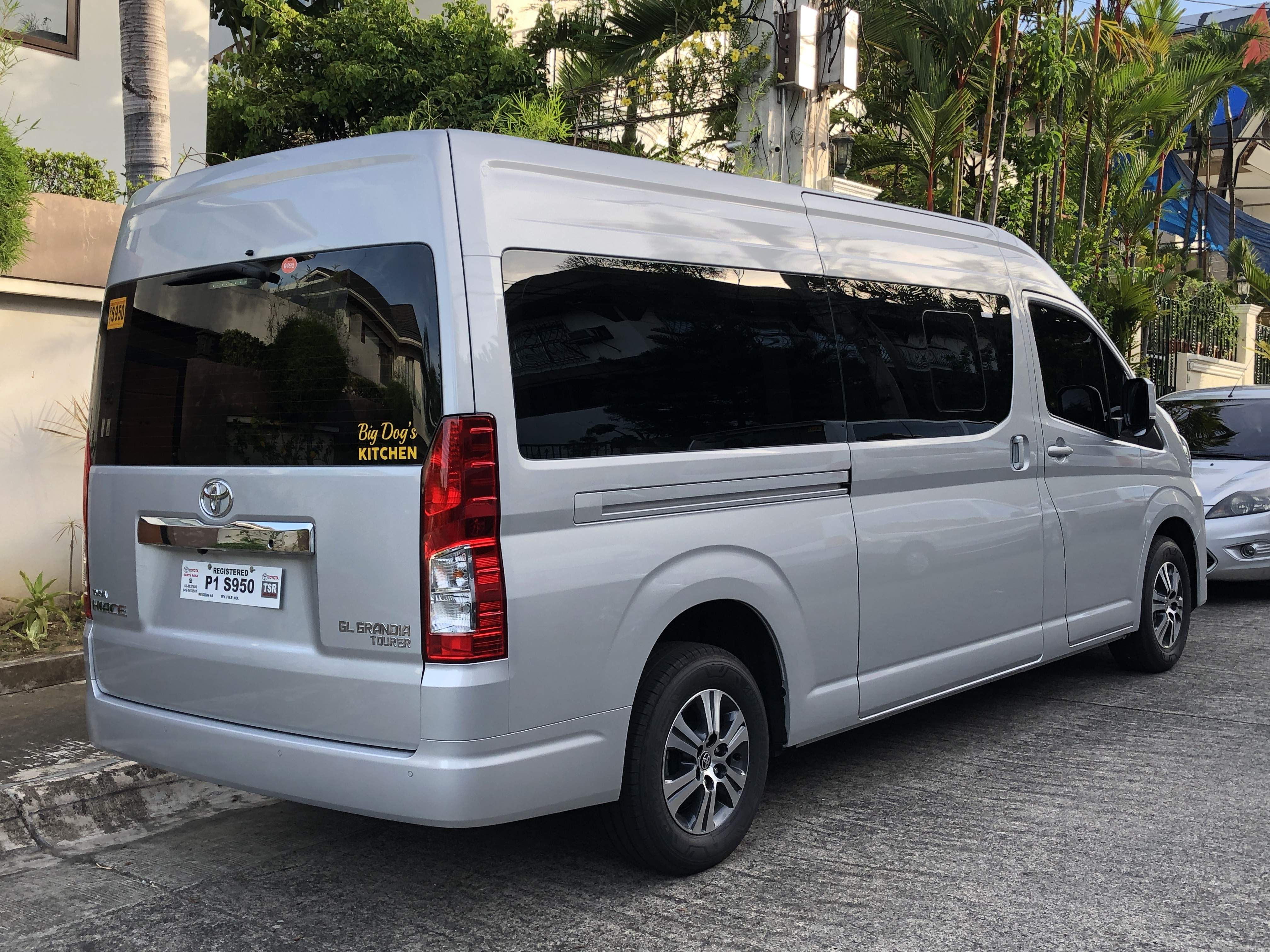
Toyota HiAce GL Grandia Tourer van

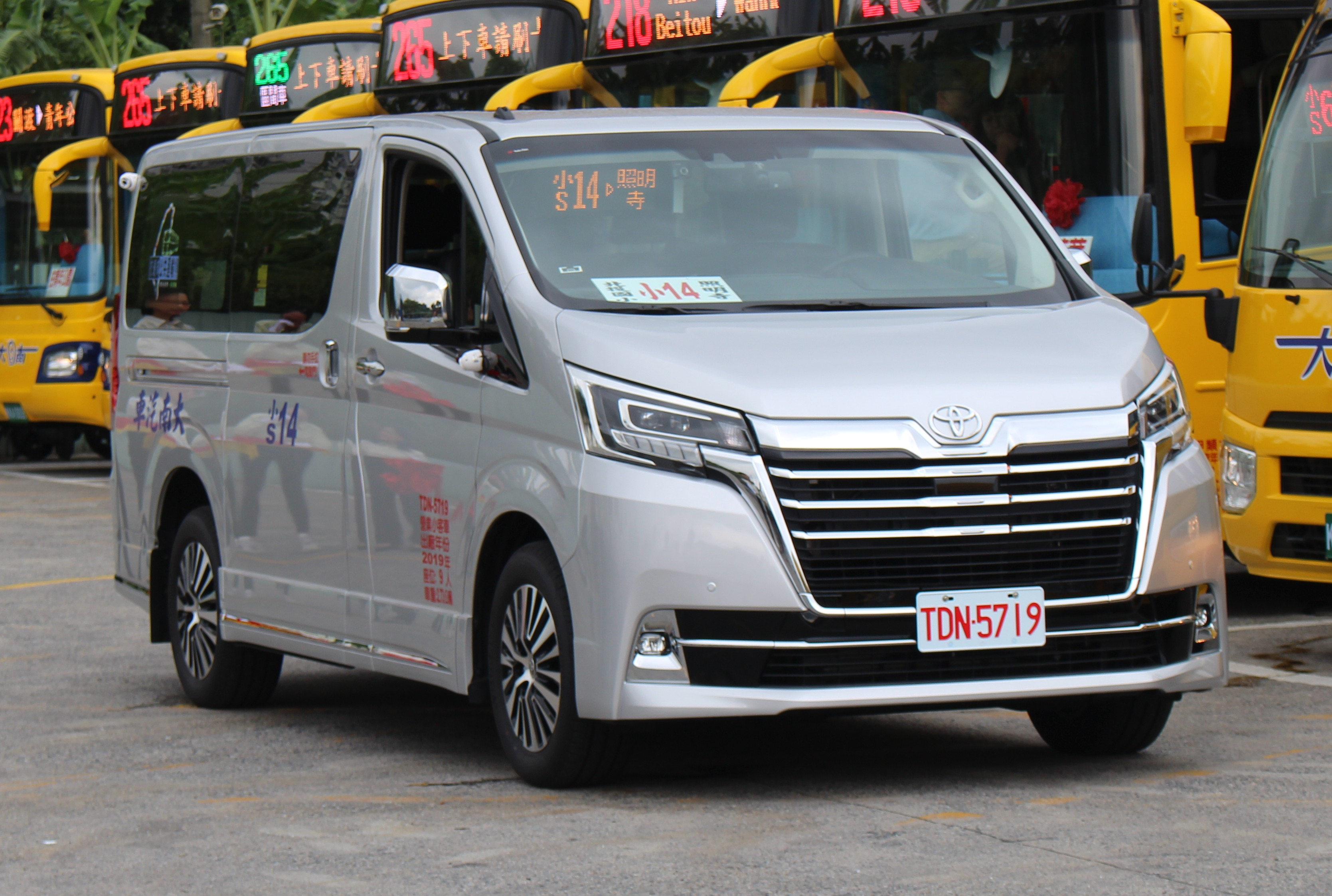
Toyota Majesty Grande

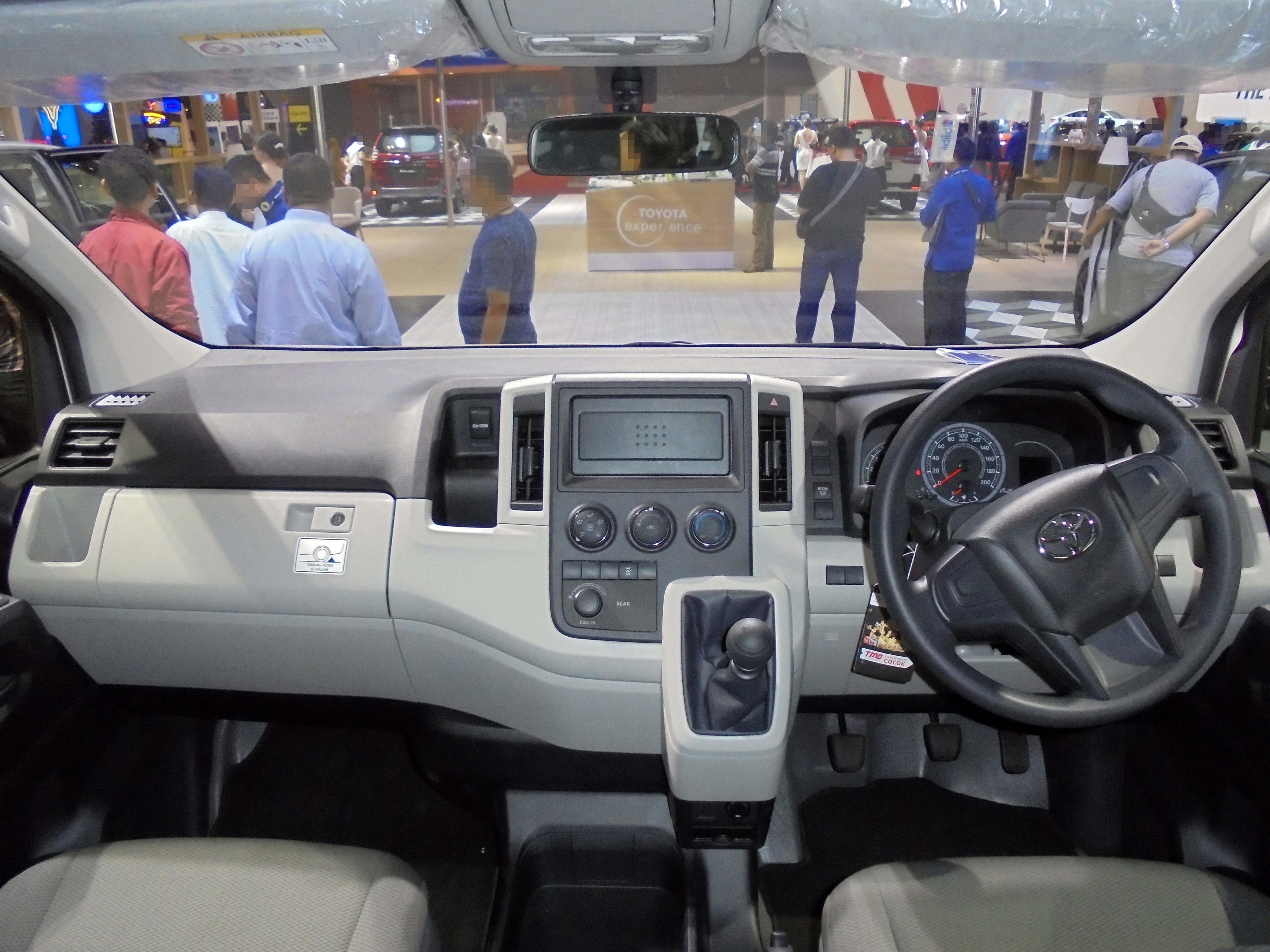

19 лютого 2019 року на Філіппінах представлено шосте покоління мікроавтобуса Hiace. Автомобіль створений на модернізованій платформі та збільшився в розмірах. Ще одна важлива особливість: це сімейство Hiace розроблено для зовнішніх ринків, з акцентом на країни, що розвиваються (що в релізі підкреслено особливо) на зразок ряду країн Азії та Океанії, Африки, Латинської Америки та Близького Сходу. Саме тому запуск і стався на Філіппінах, де автомобіль з'явиться у продажу в першу чергу. В Японії ж фірма залишить колишній, п'ятий, Hiace.

### Двигуни
Бензинові
- 2.7 л 2TR-FE I4
- 3.5 л 7GR-FKS DOHC 24v D-4S V6 Dual VVT-i 280 к.с. 365 Нм

Дизельні
- 2.8 л 1GD-FTV DOHC 16v common rail I4 (VNT) 156 к.с. 420 Нм
- 2.8 л 1GD-FTV DOHC 16v common rail I4 (VNT) 163 к.с. 420 Нм
- 2.8 л 1GD-FTV DOHC 16v common rail I4 (VNT) 177 к.с. 450 Нм

## Зноски
1. ↑  Toyota HIACE\REGIUSACE Новинка [Архівовано 4 березня 2016 у Wayback Machine.] 10-07-2010
2. ↑  Як ми тестували Toyota Hiace 2016. automoto.ua. Архів оригіналу за 18 листопада 2016. Процитовано 18 листопада 2016.